# فجالفس

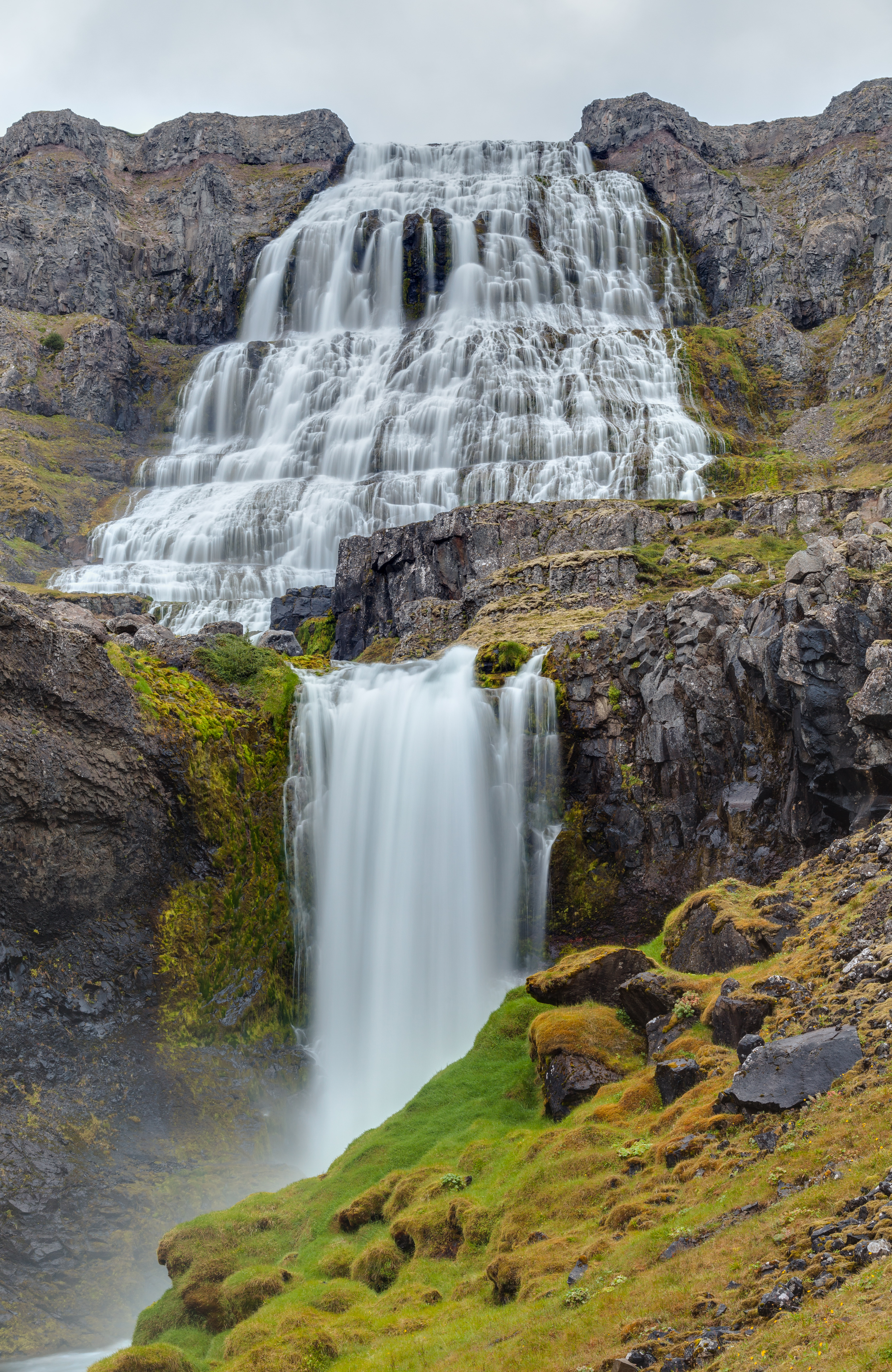

دينجندي (المعروفة أيضا باسم فجالفس) و هي سلسلة من شلالات تقع في وستفجوردز (باللهجة الآيسلندية: فيست فراير)، في آيسلندا. يبلغ طول هذه الشلالات حوالي 100 متر (330 قدم).

## معرض الصور

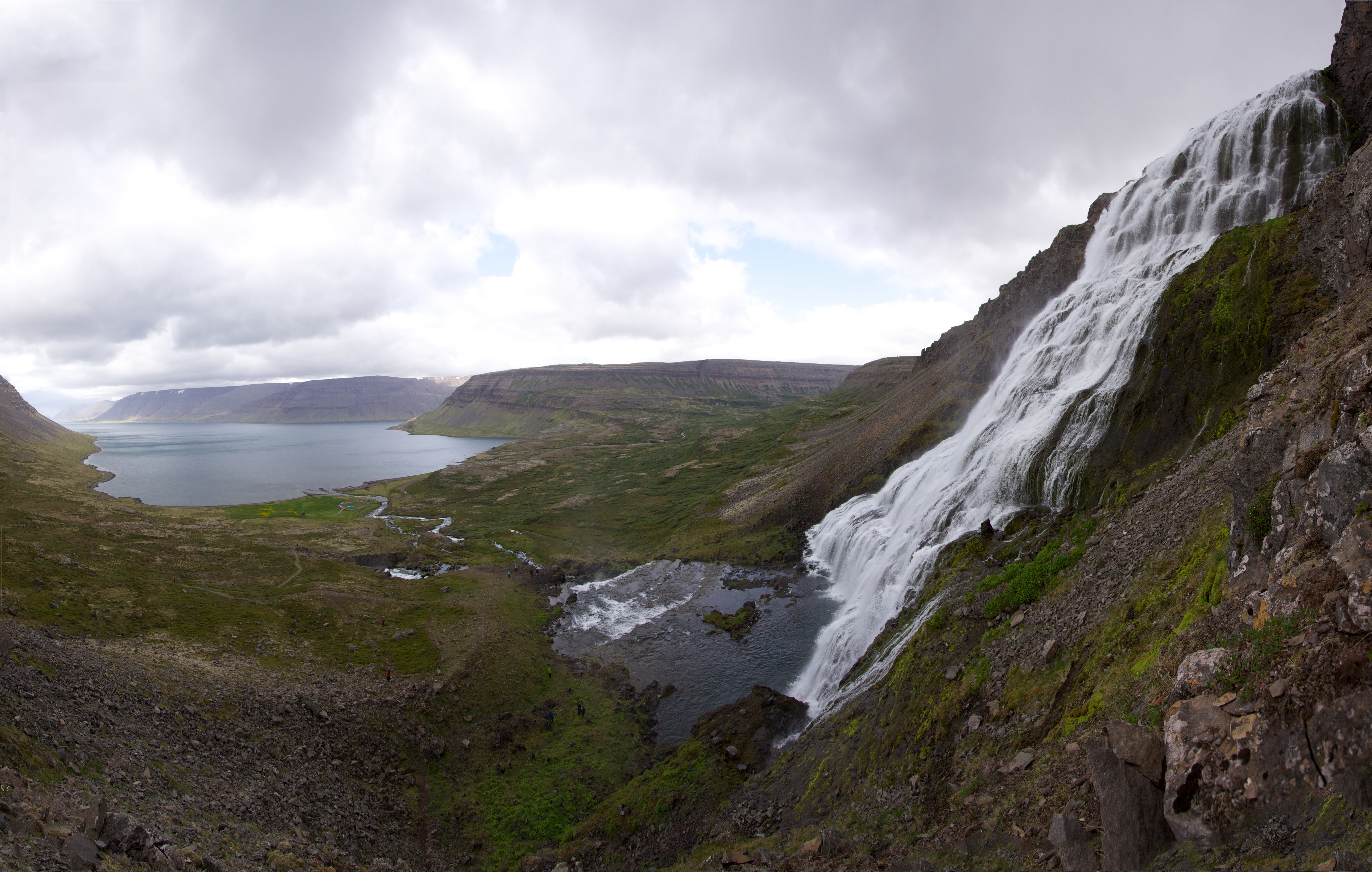
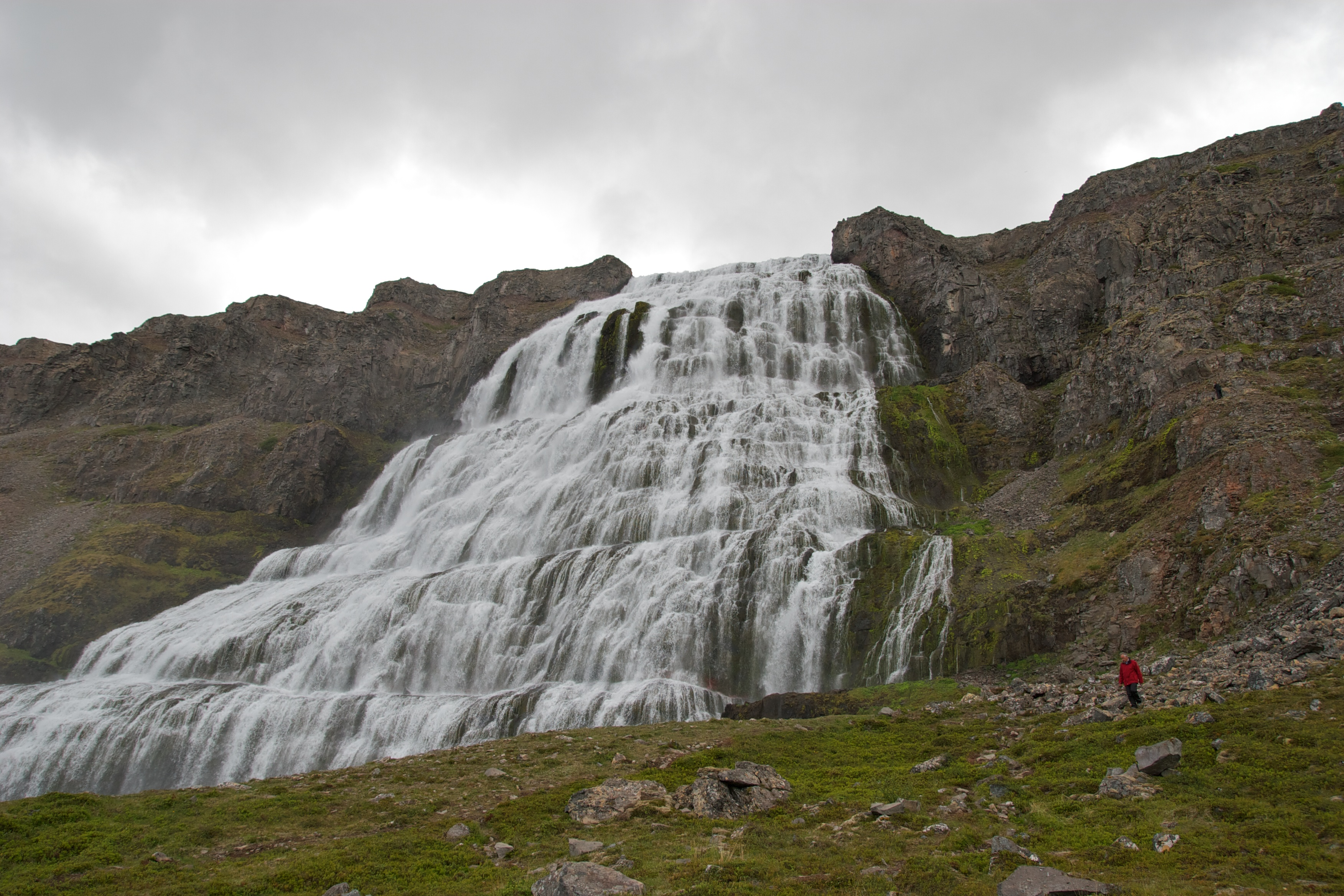
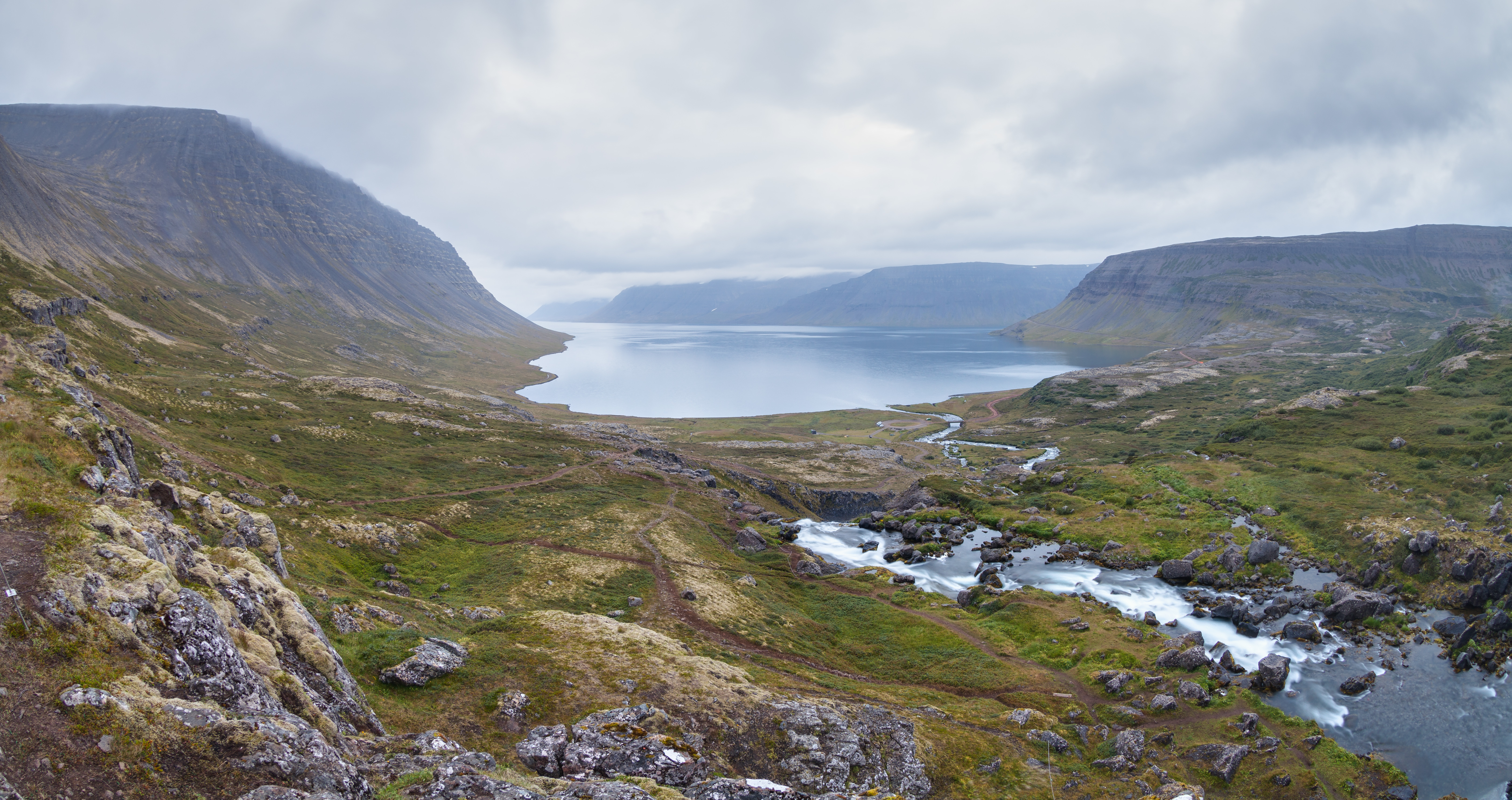
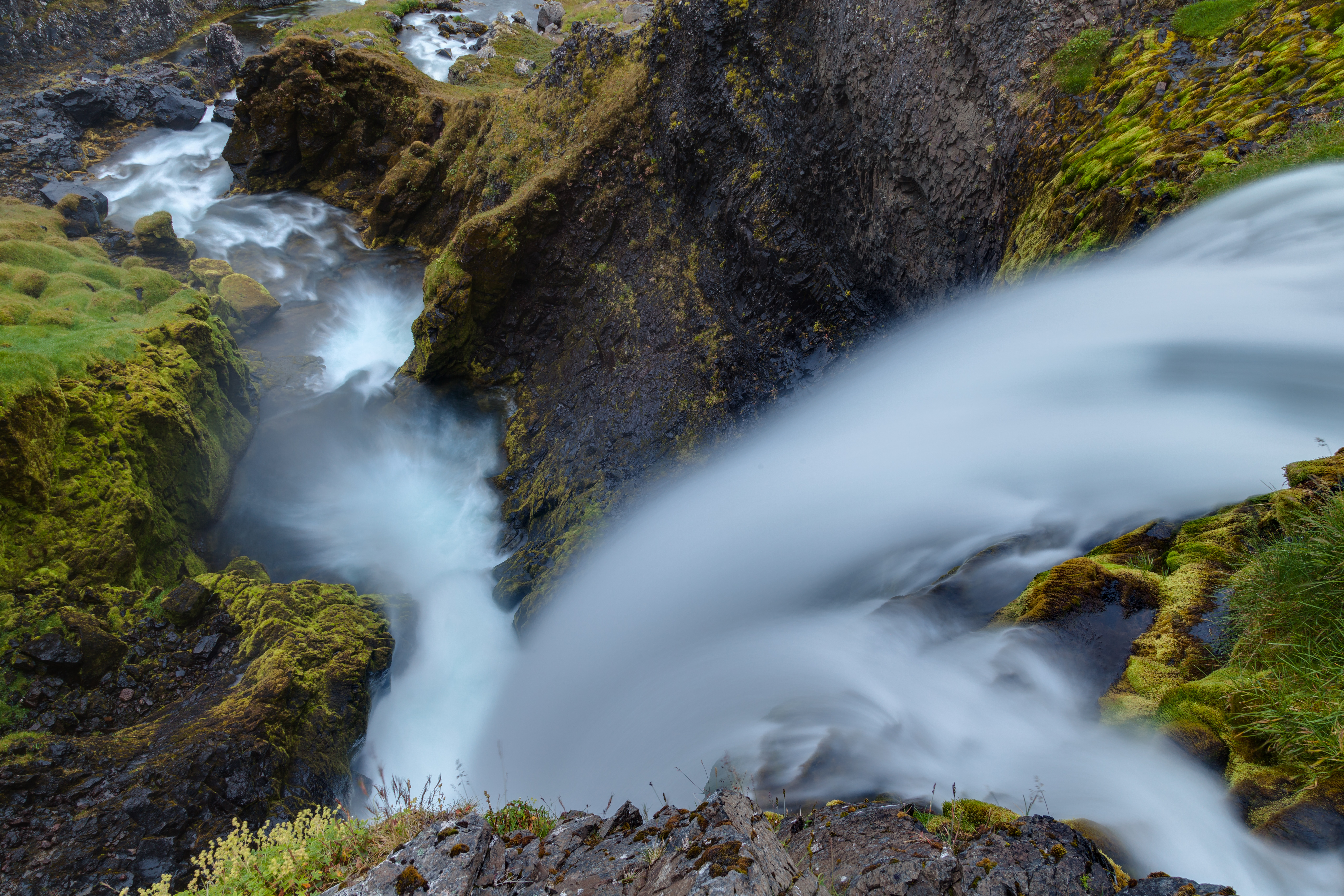
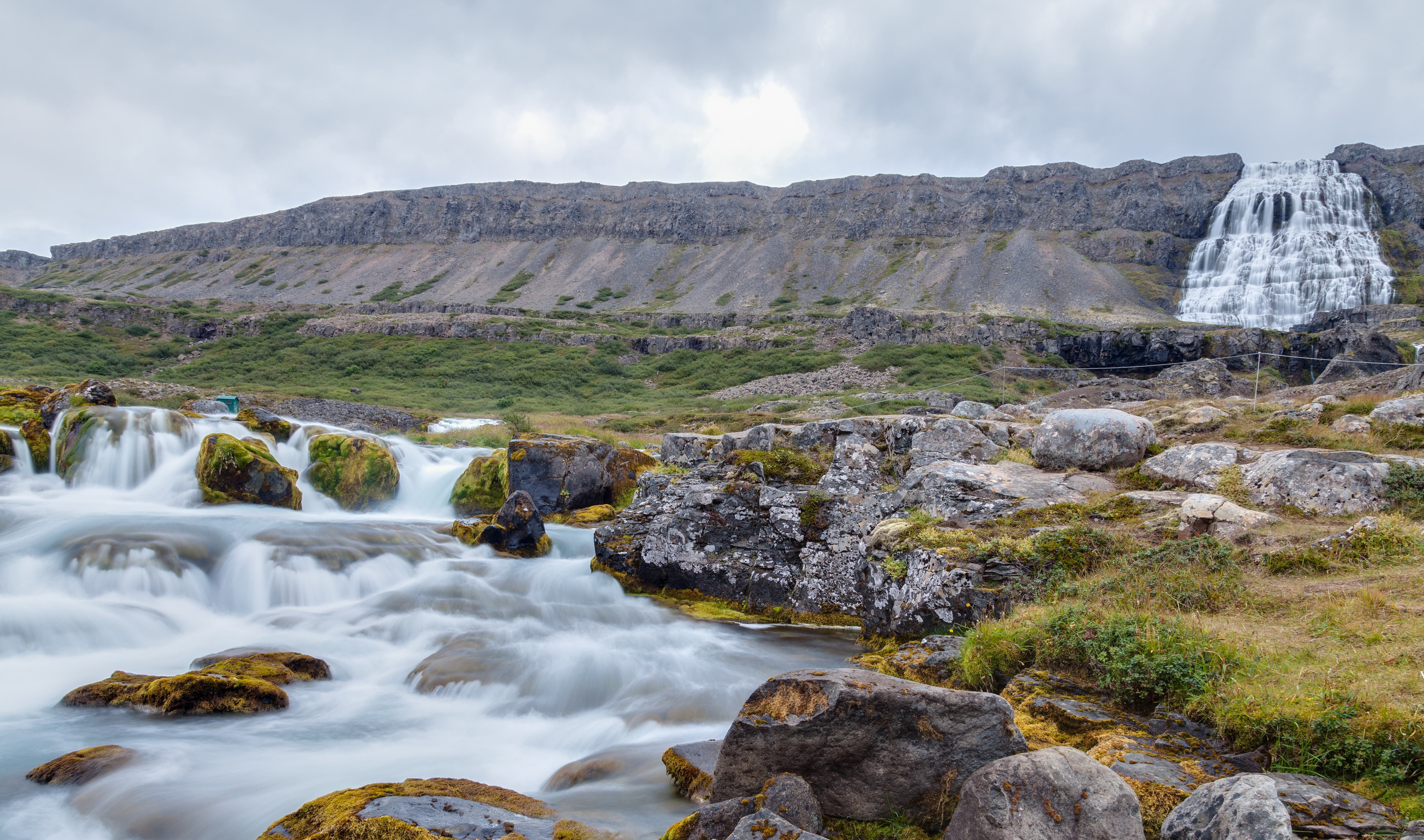